# ナンダムーリ・ハリクリシュナ
ナンダムーリ・ハリクリシュナ（Nandamuri Harikrishna、1956年9月2日 - 2018年8月29日）は、インドの俳優、政治家。アーンドラ・プラデーシュ州首相を務めたN・T・ラーマ・ラオ（NTR）の息子であり、ナンダムーリ・カリヤーン・ラームとN・T・ラーマ・ラオ・ジュニアの父親である。

## 生涯

### 生い立ち
現在のアーンドラ・プラデーシュ州クリシュナ県グディバダにある小村ニマクルの出身。ハリクリシュナはNTRの第4子として生まれ、7人の兄弟と4人の姉妹がいる。
1973年2月22日にナンダムーリ・ラクシュミー・クマリと結婚し、2男1女（ジャーナキ・ラーム、カリヤーン・ラーム、スハシーニ）をもうけた。またシャリーニ・バーシュカラ・ラオとの間に3男ラーマ・ラオ・ジュニアをもうけている。ジャーナキ・ラームは2014年12月6日に交通事故で死去している。

### キャリア
1964年に『Sri Krishnavataram』でクリシュナ役を演じ、その後も子役として『Thalla? Pellama?』『Tatamma Kala』『Ram Raheem』『Daana Veera Shura Karna』に出演した。政治活動による休止期間を経て『Sri Ramulayya』『Seetharama Raju』『Lahiri Lahiri Lahirilo』『Seetayya』に出演しており、2002年には『Lahiri Lahiri Lahirilo』の演技を評価されてナンディ賞 性格俳優賞を受賞している。
父NTRが創設したテルグ・デサム党に所属して父の運転手を務めていたが、義兄ナラ・チャンドラバブ・ナイドゥがNTRを追い落とすために起こした党内クーデターでは彼を支持している。1996年から1999年にかけてアーンドラ・プラデーシュ州議会議員を務め、1995年にチャンドラバーブ・ナイドゥ内閣の陸運大臣に就任しており、2008年にはインド上院議員に当選した。しかし、2013年にテランガーナ地方のアーンドラ・プラデーシュ州からの分離決定に抗議して議員辞職した。

### 死去
2018年8月29日、ハリクリシュナはナルゴンダ県ナルキトパリで交通事故に遭い急死した。彼はファンの結婚式に出席するため高速道路をトヨタ・フォーチュナーで走行しており、前方車両を追い抜こうとして中央分離帯に衝突した。事故は午前6時30分に発生し、車両前部は完全に大破しており、ハリクリシュナは重傷を負い病院に搬送されたが午前7時30分に死亡が確認された。

## フィルモグラフィ

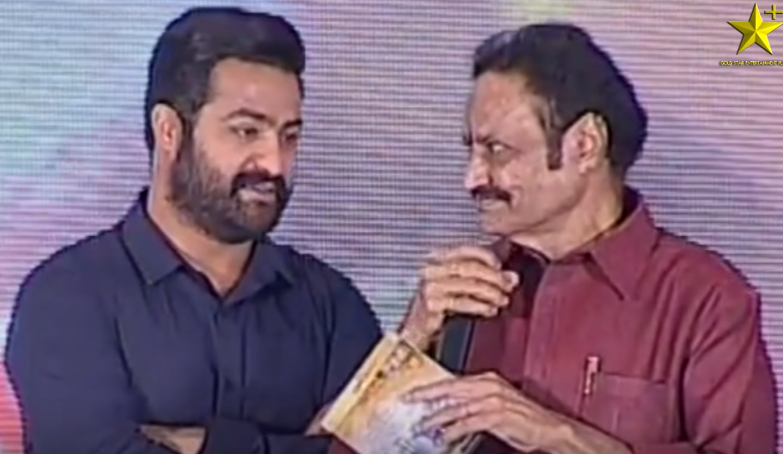
ハリクリシュナ（右）とラーマ・ラオ・ジュニア（左）

- Shri Krishnavataram（1967年）
- Thalla? Pellama?（1970年）
- Tatamma Kala（1974年）
- Ram Raheem（1974年）
- Daana Veera Soora Karna（1977年）
- Sri Ramulayya（1998年）
- Seetharama Raju（1999年）
- Lahiri Lahiri Lahirilo（2002年）
- Siva Rama Raju（2002年）
- Seetayya（2003年）
- Tiger Harischandra Prasad（2003年）
- Swamy（2004年）
- Sravanamasam（2005年）